# Восемнадцатиугольник
Восемнадцатиугольник — многоугольник с восемнадцатью сторонами.

## Правильный восемнадцатиугольник
Правильный восемнадцатиугольник имеет символ Шлефли {\displaystyle \{18\}} и может быть построен как полуправильный усечённый девятиугольник, {\displaystyle \mathrm {t} \{9\}}, в котором перемежаются два типа сторон.

### Построение
Имея {\displaystyle 18=2\cdot 3^{2}} сторон, правильный восемнадцатиугольник не может быть построен с помощью циркуля и линейки по теореме Гаусса — Ванцеля. Однако его можно построить с помощью невсиса или трисекции угла с использованием томагавка.

Точное построение восемнадцатиугольника, основанное на трисекции угла 120° с помощью томагавка. Анимация длится 1м 34с.

Следующее приближённое построение очень близко к построению девятиугольника, поскольку восемнадцатиугольник, как уже было сказано выше, может быть построен путём усечения девятиугольника. Данное построение возможно сделать с помощью только циркуля и линейки.
| Уменьшаем угол {\displaystyle AMC(60^{\circ })} с помощью четырёх делений пополам и строим треть дуги {\displaystyle MON} с помощью приближённого деления угла между {\displaystyle \mathrm {w} _{3}} и {\displaystyle \mathrm {w} _{4}}. Для этого проводим прямую через точки {\displaystyle O} и {\displaystyle N}, на этой прямой откладываем отрезок {\displaystyle OP}, равный {\displaystyle ON}, и строим на полученном отрезке точку {\displaystyle Q}, так что длина {\displaystyle OR} равна трети {\displaystyle ON}. Теперь проводим окружность с центром в точке {\displaystyle Q} и находим пересечение этой окружности с дугой {\displaystyle NO}, получая точку {\displaystyle R}. Проводим прямую через точку {\displaystyle R} и центр окружности {\displaystyle M}. Эта прямая отсекает от исходной окружности дугу, примерно равную {\displaystyle 1/18} полной длины окружности. {\displaystyle \angle {AMR}=19,999999994755615...^{\circ }} Центральный угол правильного восемнадцатиугольника равен {\displaystyle 360^{\circ }/18=20^{\circ }}, а значит, погрешность построения составляет {\displaystyle \angle {AMR}-20^{\circ }=-5,244...^{\circ }\cdot 10^{-9}} Пример, иллюстрирующий точность построения: если взять окружность с радиусом {\displaystyle r=100000} км, абсолютная ошибка длины стороны будет примерно {\displaystyle -9} мм. См. также Построение девятиугольника (на немецком) В построении, приведённом на этом сайте, угол {\displaystyle \angle {JMR}} равен углу {\displaystyle \angle {AMR}} в приведённом построении восемнадцатиугольника. |

## Симметрия

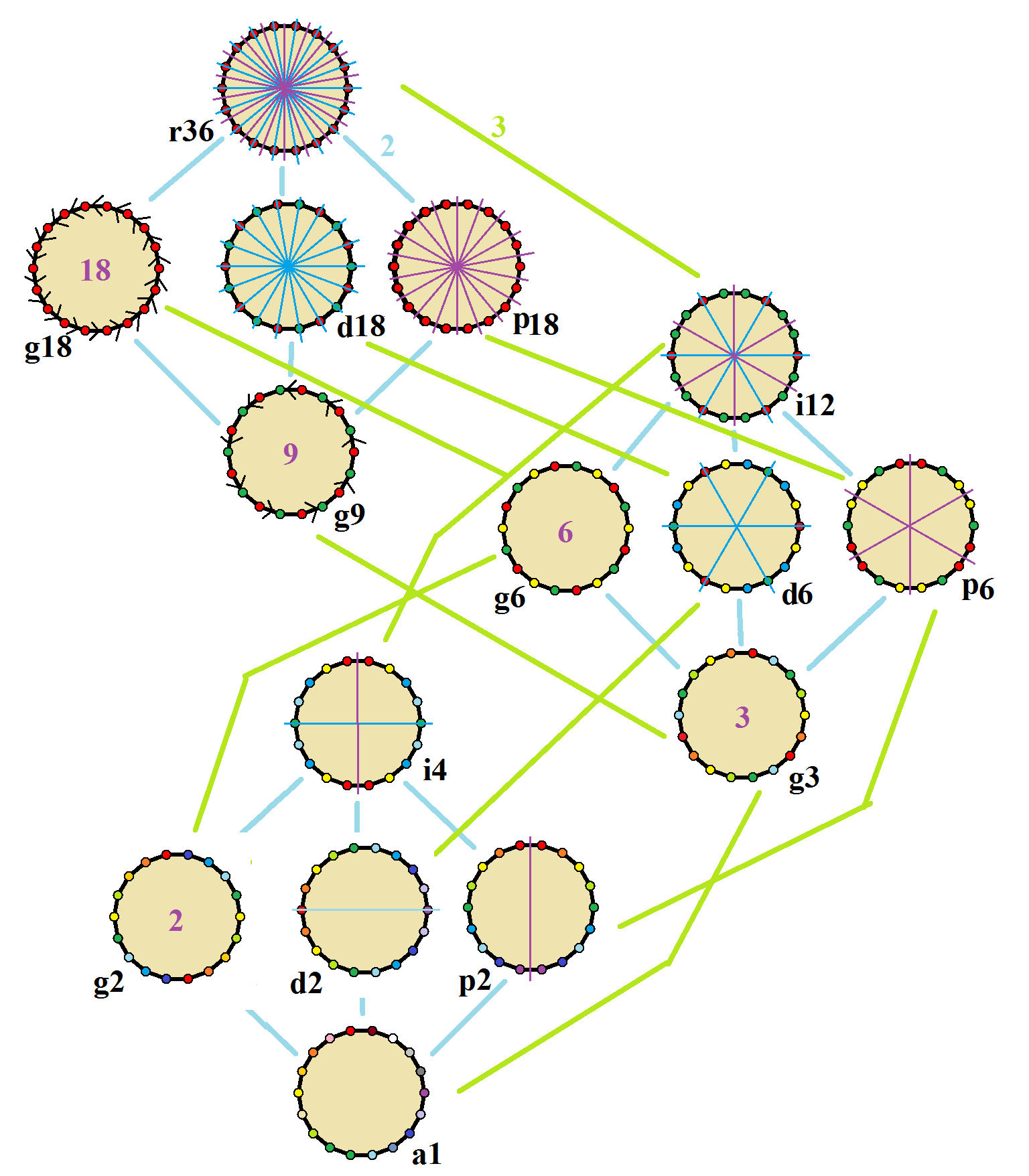
Группы симметрии правильного восемнадцатиугольника. Симметричные вершины окрашены в одинаковые цвета. Голубые зеркала проведены через вершины, фиолетовые — через стороны. Порядки групп вращений даны в центре.

Правильный восемнадцатиугольник имеет диэдральную группу {\displaystyle \mathrm {D} _{18}} порядка {\displaystyle 36}. Имеется {\displaystyle 5} типов подгрупп диэдральной симметрии: {\displaystyle \mathrm {D} _{9}}, ({\displaystyle \mathrm {D} _{6}}, {\displaystyle \mathrm {D} _{3}}) и ({\displaystyle \mathrm {D} _{2}}, {\displaystyle \mathrm {D} _{1}}), а также 6 циклических групп симметрии: ({\displaystyle \mathrm {Z} _{18}}, {\displaystyle \mathrm {Z} _{9}}), ({\displaystyle \mathrm {Z} _{6}}, {\displaystyle \mathrm {Z} _{3}}) и ({\displaystyle \mathrm {Z} _{2}}, {\displaystyle \mathrm {Z} _{1}}).
На рисунке справа можно видеть {\displaystyle 15} подгрупп симметрии восемнадцатиугольника. Конвей использовал для их обозначения буквы вместе с порядком группы. Полная симметрия правильной фигуры будет равна {\displaystyle \mathrm {r} 36}, а отсутствие симметрии (то есть тривиальная группа) отмечается как {\displaystyle \mathrm {a} 1}. Диэдральные симметрии делятся по тому, проходят ли их оси через вершины (используется буква {\displaystyle \mathrm {d} }, от «diagonal») или через середины сторон (используется буква {\displaystyle \mathrm {p} }, от «perpendicular»). Если же оси симметрии проходят и через вершины, и через середины сторон, используется буква {\displaystyle \mathrm {i} }. Циклические группы отмечаются буквой {\displaystyle \mathrm {g} } (от «gyration»).
Все эти подгруппы могут являться диэдральными группами неправильных восемнадцатиугольников, и лишь подгруппа {\displaystyle \mathrm {g} 18} не даёт свободы в этом отношении, если только стороны многоугольника не рассматриваются как имеющие направление, то есть как векторы.

## Использование
Правильные треугольник, девятиугольник и восемнадцатиугольник могут полностью окружить точку на плоскости, являясь одной из 17 комбинаций правильных многоугольников с таким свойством. Однако эта комбинация не может быть использована для архимедова замощения плоскости — треугольник и девятиугольник имеют нечётное число сторон, ни одна из этих фигур не может быть окружена чередующимися другими двумя типами многоугольников.
Правильные восемнадцатиугольники могут замощать плоскость, оставляя вогнутые шестиугольные бреши. Другое замощение использует девятиугольники и невыпуклые восьмиугольники. Путём сокращения некоторых вершин первая мозаика может быть превращена в усечённую шестиугольную мозаику, а вторая — в усечённую тришестиугольную мозаику.

## Другие восемнадцатиугольники фигуры
Звёздчатые  {\displaystyle 18}-угольники имеют символы {\displaystyle \{18/n\}}. Существует два правильных звёздчатых многоугольника: {\displaystyle {18/5}} и {\displaystyle \{18/7\}}. Они используют те же самые вершины, но соединяют каждую пятую или седьмую вершину. Имеются также составные восемнадцатиугольники: {\displaystyle \{18/2\}} эквивалентен {\displaystyle 2\{9\}} (двум девятиугольникам), {\displaystyle \{18/3\}} эквивалентен {\displaystyle 3\{6\}} (трём шестиугольникам), {\displaystyle \{18/4\}} и {\displaystyle \{18/8\}} эквивалентны {\displaystyle 2\{9/2\}} и {\displaystyle 2\{9/4\}} (двум эннеаграммам), {\displaystyle \{18/6\}} эквивалентен {\displaystyle 6\{3\}} ({\displaystyle 6} равносторонним треугольникам), и, наконец, {\displaystyle \{18/9\}} эквивалентен {\displaystyle 9\{2\}} (девять  двуугольников).
| Составные и звёздчатые многоугольники | Составные и звёздчатые многоугольники             | Составные и звёздчатые многоугольники             | Составные и звёздчатые многоугольники             | Составные и звёздчатые многоугольники               | Составные и звёздчатые многоугольники | Составные и звёздчатые многоугольники             | Составные и звёздчатые многоугольники | Составные и звёздчатые многоугольники               | Составные и звёздчатые многоугольники             |
| n                                     | 1                                                 | 2                                                 | 3                                                 | 4                                                   | 5                                     | 6                                                 | 7                                     | 8                                                   | 9                                                 |
| Вид                                   | Выпуклый многоугольник                            | Составные                                         | Составные                                         | Составные                                           | Звёздчатый многоугольник              | Составной                                         | Звёздчатый многоугольник              | Составной                                           | Составной                                         |
| ------------------------------------- | ------------------------------------------------- | ------------------------------------------------- | ------------------------------------------------- | --------------------------------------------------- | ------------------------------------- | ------------------------------------------------- | ------------------------------------- | --------------------------------------------------- | ------------------------------------------------- |
| Рисунок                               | {\displaystyle \{18/1\}} = {\displaystyle \{18\}} | {\displaystyle \{18/2\}} = {\displaystyle 2\{9\}} | {\displaystyle \{18/3\}} = {\displaystyle 3\{6\}} | {\displaystyle \{18/4\}} = {\displaystyle 2\{9/2\}} | {\displaystyle \{18/5\}}              | {\displaystyle \{18/6\}} = {\displaystyle 6\{3\}} | {\displaystyle \{18/7\}}              | {\displaystyle \{18/8\}} = {\displaystyle 2\{9/4\}} | {\displaystyle \{18/9\}} = {\displaystyle 9\{2\}} |
| Внутренний угол                       | {\displaystyle 160^{\circ }}                      | {\displaystyle 140^{\circ }}                      | {\displaystyle 120^{\circ }}                      | {\displaystyle 100^{\circ }}                        | {\displaystyle 80^{\circ }}           | {\displaystyle 60^{\circ }}                       | {\displaystyle 40^{\circ }}           | {\displaystyle 20^{\circ }}                         | {\displaystyle 0^{\circ }}                        |

Более глубокие усечения правильного многоугольника и правильной эннеаграммы дают равноугольные (вершинно-транзитивные) промежуточные восемнадцатиугольники с находящимися на равном расстоянии вершинами и двумя длинами сторон. Другие усечения дают двойное покрытие: {\displaystyle \mathrm {t} \{9/8\}=\{18/8\}=2\{9/4\},\;\mathrm {t} \{9/4\}=\{18/4\}=2\{9/2\},\;\mathrm {t} \{9/2\}=\{18/2\}=2\{9\}}.
| Вершинно-транзитивные усечения девятиугольника и эннеаграмм | Вершинно-транзитивные усечения девятиугольника и эннеаграмм | Вершинно-транзитивные усечения девятиугольника и эннеаграмм | Вершинно-транзитивные усечения девятиугольника и эннеаграмм | Вершинно-транзитивные усечения девятиугольника и эннеаграмм | Вершинно-транзитивные усечения девятиугольника и эннеаграмм      |
| Квазиправильные                                             | Изогональные                                                | Изогональные                                                | Изогональные                                                | Изогональные                                                | Квазиправильные Двойное покрытие                                 |
| ----------------------------------------------------------- | ----------------------------------------------------------- | ----------------------------------------------------------- | ----------------------------------------------------------- | ----------------------------------------------------------- | ---------------------------------------------------------------- |
| {\displaystyle \mathrm {t} {9}={18}}                        |                                                             |                                                             |                                                             |                                                             | {\displaystyle \mathrm {t} {9/8}={18/8}} {\displaystyle =2{9/4}} |
| {\displaystyle \mathrm {t} {9/5}={18/5}}                    |                                                             |                                                             |                                                             |                                                             | {\displaystyle \mathrm {t} {9/4}={18/4}} {\displaystyle =2{9/2}} |
| {\displaystyle \mathrm {t} {9/7}={18/7}}                    |                                                             |                                                             |                                                             |                                                             | {\displaystyle \mathrm {t} {9/2}={18/2}} {\displaystyle =2{9}}   |

### Многоугольники Петри
Правильный восемнадцатиугольник является многоугольником Петри для ряда политопов, что показано в косоортогональных проекциях на плоскость Коксетера:
| Восемнадцатиугольные многоугольники Петри | Восемнадцатиугольные многоугольники Петри | Восемнадцатиугольные многоугольники Петри | Восемнадцатиугольные многоугольники Петри | Восемнадцатиугольные многоугольники Петри | Восемнадцатиугольные многоугольники Петри | Восемнадцатиугольные многоугольники Петри | Восемнадцатиугольные многоугольники Петри |
| A17                                       | B9                                        | B9                                        | D10                                       | D10                                       | E7                                        | E7                                        | E7                                        |
| ----------------------------------------- | ----------------------------------------- | ----------------------------------------- | ----------------------------------------- | ----------------------------------------- | ----------------------------------------- | ----------------------------------------- | ----------------------------------------- |
| 17-симплекс                               | 9-ортогранник                             | Эннеракт                                  | 711                                       | 171                                       | 321                                       | 231                                       | >132                                      |